# Chandler Bing
Chandler Muriel Bing è un personaggio della sitcom statunitense Friends, interpretato da Matthew Perry.

## Biografia del personaggio
Chandler Muriel Bing è il figlio della scrittrice erotica Nora Tyler Bing e della drag queen, star di Las Vegas, Charles Bing (che si presenta nella 7ª stagione con il nome d'arte Helena Handbasket). I genitori di Chandler divorziarono quando lui aveva nove anni, lasciando parecchie turbe nel ragazzo e costringendolo a continue battute ironiche e sarcastiche. Inizia anche a fumare sigarette proprio a causa del divorzio, smettendo e riprendendo più volte tale vizio.
Chandler è perennemente infelice per il divorzio dei suoi genitori, per non avere una relazione stabile, per il lavoro frustrante, per il nome di battesimo e per il successo altrui con le donne.
Al college è stato compagno di stanza di Ross Geller, e gli è rimasto amico negli anni successivi. Tramite Ross conosce sua sorella minore Monica durante un giorno del ringraziamento dai Geller.
Chandler si trasferisce successivamente a New York, nell'appartamento numero 19, di fronte a quello di Monica. All'epoca il suo coinquilino era un certo Kip, che aveva intrapreso una relazione con Monica, finita male. Con il suo allontanamento se ne sono poi perse le tracce. Chandler dovette così cercare un nuovo coinquilino, trovando un fotografo di nudo con una sorella pornostar (quindi perfetto), ma l'inquietante signor Heckles convinse costui che la stanza fosse già presa. Chandler ripiegò quindi su Joey Tribbiani. Il loro rapporto ha molti tratti in comune con quelli coniugali, ma spesso cade nell'adolescenziale se non nell'infantilismo: nel corso della serie perdono Ben, figlio di Ross, su un autobus; sostituiscono il tavolo da pranzo con un biliardino; usano i reggiseni di Rachel come fionde per lanciare gavettoni per strada; costruiscono da soli un mobile che solo alla fine scoprono essere troppo largo e adotteranno un gallo e un'oca.
Quando Joey trova lavoro in una soap opera, cerca un appartamento dove vivere da solo grazie al nuovo stipendio e riempire di cianfrusaglie kitsch, così Chandler accoglie Eddie, un ragazzo psicopatico. Quando Joey viene buttato fuori dalla soap, Eddie viene cacciato e la coppia ricreata (assieme ad un orrendo levriero di porcellana acquistato da Joey e regalatogli da Ross). Il loro rapporto è talmente profondo che quando successivamente Monica e Chandler si sposteranno fuori città, lasceranno una "cameretta" per Joey nella nuova casa.
Chandler conosce Phoebe come coinquilina di Monica e ritrova Rachel nella prima puntata della sitcom.
Per gran parte della sitcom Chandler lavora come analista contabile per una grossa multinazionale, viene successivamente promosso, ma in realtà non trovandosi mai bene e arrendendosi alla monotonia. In seguito lascerà il suo lavoro per essere assunto in un'agenzia di pubblicità.
All'inizio della serie, Chandler è in una relazione con Janice, una donna che il gruppo di amici trova insopportabile nei modi. Lui tenta di lasciarla, ma nelle stagioni successive di volta in volta ritorna ad averci a che fare o a cercarla nuovamente pur di avere una relazione e qualcuno al suo fianco. Alla fine della quarta stagione Chandler inizia una relazione con Monica, inizialmente clandestina (per paura della reazione di Ross e del resto dei Geller, che non l'hanno mai visto di buon occhio), ma che nel corso della quinta stagione renderanno pubblica. I due si trasferiscono a vivere insieme nell'appartamento di Monica nella sesta stagione e si sposeranno alla fine della settima. La cerimonia viene officiata da Joey, che ha ottenuto la licenza via Internet. Monica e Chandler, impossibilitati a procreare, adotteranno due bambini, Erica e Jack, benché loro ne avessero voluto solo uno. Chandler avrà poi a che fare con Richard, l'ex-fidanzato di Monica: lui e Joey lo idolatravano per il suo successo (e Chandler si era anche fatto crescere i baffi per imitarlo), ma dopo il matrimonio la visione cambia molto.